# Lista ptaków Mołdawii
Lista ptaków Mołdawii – lista opisanych gatunków ptaków występujących na terenie Mołdawii. Łącznie stwierdzono 336 gatunków stale zasiedlających Mołdawię albo regularnie lub okresowo się w niej pojawiających. Nie wyróżnia się żadnych gatunków endemicznych.
Lista ta jest podzielona na mniejsze części odpowiadające poszczególnej rodzinie ptaków i zawiera następujące sekcje:
- Nazwa – nazwa polska i naukowa gatunku.
- Zdjęcie – grafika przedstawiająca osobnika danego gatunku.
- Kategoria zagrożenia IUCN – kategoria określająca stopień zagrożenia wyginięciem danego gatunku zawarta w czerwonej księdze gatunków zagrożonych publikowanej przez Międzynarodową Unię Ochrony Przyrody (IUCN).

Literą „S” oznaczono gatunki pojawiające się sporadycznie albo rzadko.

## Ochrona
Na terenie Mołdawii znajduje się 11 ostoi ptaków IBA, zajmują one powierzchnię 1244 km². Są to miejsca rozpoznane przez BirdLife International jako obszary o szczególnym znaczeniu dla ptaków i różnorodności biologicznej. Ich celem jest ochrona siedlisk ptaków, zapewnienie ochrony gatunkowej, badania oraz monitorowanie populacji ptaków i ich siedlisk.

## Lista ptaków Mołdawii

### Blaszkodziobe(Anseriformes)

#### Kaczkowate(Anatidae)
| Rodzaj Aix                                 | Rodzaj Aix | Rodzaj Aix                | Rodzaj Aix |
| Nazwa                                      | Zdjęcie    | Kategoria zagrożenia IUCN | Oznaczenie |
| ------------------------------------------ | ---------- | ------------------------- | ---------- |
| Mandarynka – Aix galericulata              |            |                           | S          |
| Rodzaj Anas                                |            |                           |            |
| Nazwa                                      | Zdjęcie    | Kategoria zagrożenia IUCN | Oznaczenie |
| Rożeniec zwyczajny – Anas acuta            |            |                           |            |
| Cyraneczka zwyczajna – Anas crecca         |            |                           |            |
| Krzyżówka – Anas platyrhynchos             |            |                           |            |
| Rodzaj Anser                               |            |                           |            |
| Nazwa                                      | Zdjęcie    | Kategoria zagrożenia IUCN | Oznaczenie |
| Gęgawa – Anser anser                       |            |                           |            |
| Gęś białoczelna – Anser albifrons          |            |                           |            |
| Gęś mała – Anser erythropus                |            |                           |            |
| Gęś zbożowa – Anser fabalis                |            |                           | S          |
| Rodzaj Aythya                              |            |                           |            |
| Nazwa                                      | Zdjęcie    | Kategoria zagrożenia IUCN | Oznaczenie |
| Głowienka zwyczajna – Aythya ferina        |            |                           |            |
| Czernica – Aythya fuligula                 |            |                           |            |
| Ogorzałka zwyczajna – Aythya marila        |            |                           |            |
| Podgorzałka zwyczajna – Aythya nyroca      |            |                           |            |
| Rodzaj Branta                              |            |                           |            |
| Nazwa                                      | Zdjęcie    | Kategoria zagrożenia IUCN | Oznaczenie |
| Bernikla rdzawoszyja – Branta ruficollis   |            |                           |            |
| Rodzaj Bucephala                           |            |                           |            |
| Nazwa                                      | Zdjęcie    | Kategoria zagrożenia IUCN | Oznaczenie |
| Gągoł – Bucephala clangula                 |            |                           |            |
| Rodzaj Clangula                            |            |                           |            |
| Nazwa                                      | Zdjęcie    | Kategoria zagrożenia IUCN | Oznaczenie |
| Lodówka – Clangula hyemalis                |            |                           |            |
| Rodzaj Cygnus                              |            |                           |            |
| Nazwa                                      | Zdjęcie    | Kategoria zagrożenia IUCN | Oznaczenie |
| Łabędź czarnodzioby – Cygnus columbianus   |            |                           | S          |
| Łabędź krzykliwy – Cygnus cygnus           |            |                           |            |
| Łabędź niemy – Cygnus olor                 |            |                           |            |
| Rodzaj Mareca                              |            |                           |            |
| Nazwa                                      | Zdjęcie    | Kategoria zagrożenia IUCN | Oznaczenie |
| Krakwa – Mareca strepera                   |            |                           |            |
| Świstun zwyczajny – Mareca penelope        |            |                           |            |
| Rodzaj Melanitta                           |            |                           |            |
| Nazwa                                      | Zdjęcie    | Kategoria zagrożenia IUCN | Oznaczenie |
| Uhla zwyczajna – Melanitta fusca           |            |                           |            |
| Rodzaj Mergellus                           |            |                           |            |
| Nazwa                                      | Zdjęcie    | Kategoria zagrożenia IUCN | Oznaczenie |
| Bielaczek – Mergellus albellus             |            |                           |            |
| Rodzaj Mergus                              |            |                           |            |
| Nazwa                                      | Zdjęcie    | Kategoria zagrożenia IUCN | Oznaczenie |
| Nurogęś – Mergus merganser                 |            |                           |            |
| Szlachar – Mergus serrator                 |            |                           |            |
| Rodzaj Netta                               |            |                           |            |
| Nazwa                                      | Zdjęcie    | Kategoria zagrożenia IUCN | Oznaczenie |
| Hełmiatka zwyczajna – Netta rufina         |            |                           |            |
| Rodzaj Oxyura                              |            |                           |            |
| Nazwa                                      | Zdjęcie    | Kategoria zagrożenia IUCN | Oznaczenie |
| Sterniczka zwyczajna – Oxyura leucocephala |            |                           |            |
| Rodzaj Somateria                           |            |                           |            |
| Nazwa                                      | Zdjęcie    | Kategoria zagrożenia IUCN | Oznaczenie |
| Edredon zwyczajny – Somateria mollissima   |            |                           | S          |
| Rodzaj Spatula                             |            |                           |            |
| Nazwa                                      | Zdjęcie    | Kategoria zagrożenia IUCN | Oznaczenie |
| Płaskonos zwyczajny – Spatula clypeata     |            |                           |            |
| Cyranka zwyczajna – Spatula querquedula    |            |                           |            |
| Rodzaj Tadorna                             |            |                           |            |
| Nazwa                                      | Zdjęcie    | Kategoria zagrożenia IUCN | Oznaczenie |
| Kazarka rdzawa – Tadorna ferruginea        |            |                           |            |
| Ohar – Tadorna tadorna                     |            |                           |            |

### Bocianowe(Ciconiiformes)

#### Bociany(Ciconiidae)
| Rodzaj Ciconia                 | Rodzaj Ciconia | Rodzaj Ciconia            | Rodzaj Ciconia |
| Nazwa                          | Zdjęcie        | Kategoria zagrożenia IUCN | Oznaczenie     |
| ------------------------------ | -------------- | ------------------------- | -------------- |
| Bocian biały – Ciconia ciconia |                |                           |                |
| Bocian czarny – Ciconia nigra  |                |                           |                |

### Dropie(Otidiformes)

#### Dropie (Otididae)
| Rodzaj Otis                 | Rodzaj Otis | Rodzaj Otis               | Rodzaj Otis |
| Nazwa                       | Zdjęcie     | Kategoria zagrożenia IUCN | Oznaczenie  |
| --------------------------- | ----------- | ------------------------- | ----------- |
| Drop zwyczajny – Otis tarda |             |                           | S           |
| Rodzaj Tetrax               |             |                           |             |
| Nazwa                       | Zdjęcie     | Kategoria zagrożenia IUCN | Oznaczenie  |
| Strepet – Tetrax tetrax     |             |                           |             |

### Dzięciołowe(Piciformes)

#### Dzięciołowate(Picidae)
| Rodzaj Dendrocopos                            | Rodzaj Dendrocopos | Rodzaj Dendrocopos        | Rodzaj Dendrocopos |
| Nazwa                                         | Zdjęcie            | Kategoria zagrożenia IUCN | Oznaczenie         |
| --------------------------------------------- | ------------------ | ------------------------- | ------------------ |
| Dzięcioł białogrzbiety – Dendrocopos leucotos |                    |                           |                    |
| Dzięcioł duży – Dendrocopos major             |                    |                           |                    |
| Dzięcioł białoszyi – Dendrocopos syriacus     |                    |                           |                    |
| Rodzaj Dendrocoptes                           |                    |                           |                    |
| Nazwa                                         | Zdjęcie            | Kategoria zagrożenia IUCN | Oznaczenie         |
| Dzięcioł średni – Dendrocoptes medius         |                    |                           |                    |
| Rodzaj Dryobates                              |                    |                           |                    |
| Nazwa                                         | Zdjęcie            | Kategoria zagrożenia IUCN | Oznaczenie         |
| Dzięciołek – Dryobates minor                  |                    |                           |                    |
| Rodzaj Dryocopus                              |                    |                           |                    |
| Nazwa                                         | Zdjęcie            | Kategoria zagrożenia IUCN | Oznaczenie         |
| Dzięcioł czarny – Dryocopus martius           |                    |                           |                    |
| Rodzaj Jynx                                   |                    |                           |                    |
| Nazwa                                         | Zdjęcie            | Kategoria zagrożenia IUCN | Oznaczenie         |
| Krętogłów zwyczajny – Jynx torquilla          |                    |                           |                    |
| Rodzaj Picus                                  |                    |                           |                    |
| Nazwa                                         | Zdjęcie            | Kategoria zagrożenia IUCN | Oznaczenie         |
| Dzięcioł zielonosiwy – Picus canus            |                    |                           |                    |
| Dzięcioł zielony – Picus viridis              |                    |                           |                    |

### Dzioborożcowe(Bucerotiformes)

#### Dudki(Upupidae)
| Rodzaj Upupa        | Rodzaj Upupa | Rodzaj Upupa              | Rodzaj Upupa |
| Nazwa               | Zdjęcie      | Kategoria zagrożenia IUCN | Oznaczenie   |
| ------------------- | ------------ | ------------------------- | ------------ |
| Dudek – Upupa epops |              |                           |              |

### Flamingowe(Phoenicopteriformes)

#### Flamingi(Phoenicopteridae)
| Rodzaj Phoenicopterus                  | Rodzaj Phoenicopterus | Rodzaj Phoenicopterus     | Rodzaj Phoenicopterus |
| Nazwa                                  | Zdjęcie               | Kategoria zagrożenia IUCN | Oznaczenie            |
| -------------------------------------- | --------------------- | ------------------------- | --------------------- |
| Flaming różowy – Phoenicopterus roseus |                       |                           | S                     |

### Głuptakowe(Suliformes)

#### Kormorany(Phalacrocoracidae)
| Rodzaj Gulosus                           | Rodzaj Gulosus | Rodzaj Gulosus            | Rodzaj Gulosus |
| Nazwa                                    | Zdjęcie        | Kategoria zagrożenia IUCN | Oznaczenie     |
| ---------------------------------------- | -------------- | ------------------------- | -------------- |
| Kormoran czubaty – Gulosus aristotelis   |                |                           | S              |
| Rodzaj Microcarbo                        |                |                           |                |
| Nazwa                                    | Zdjęcie        | Kategoria zagrożenia IUCN | Oznaczenie     |
| Kormoran mały – Microcarbo pygmaeus      |                |                           |                |
| Rodzaj Phalacrocorax                     |                |                           |                |
| Nazwa                                    | Zdjęcie        | Kategoria zagrożenia IUCN | Oznaczenie     |
| Kormoran zwyczajny – Phalacrocorax carbo |                |                           |                |

### Gołębiowe(Columbiformes)

#### Gołębiowate(Columbidae)
| Rodzaj Columba                           | Rodzaj Columba | Rodzaj Columba            | Rodzaj Columba |
| Nazwa                                    | Zdjęcie        | Kategoria zagrożenia IUCN | Oznaczenie     |
| ---------------------------------------- | -------------- | ------------------------- | -------------- |
| Gołąb skalny – Columba livia             |                |                           |                |
| Siniak – Columba oenas                   |                |                           |                |
| Grzywacz – Columba palumbus              |                |                           |                |
| Rodzaj Streptopelia                      |                |                           |                |
| Nazwa                                    | Zdjęcie        | Kategoria zagrożenia IUCN | Oznaczenie     |
| Sierpówka – Streptopelia decaocto        |                |                           |                |
| Turkawka zwyczajna – Streptopelia turtur |                |                           |                |

### Grzebiące(Galliformes)

#### Kurowate(Phasianidae)
| Rodzaj Coturnix                          | Rodzaj Coturnix | Rodzaj Coturnix           | Rodzaj Coturnix             |
| Nazwa                                    | Zdjęcie         | Kategoria zagrożenia IUCN | Oznaczenie                  |
| ---------------------------------------- | --------------- | ------------------------- | --------------------------- |
| Przepiórka zwyczajna – Coturnix coturnix |                 |                           |                             |
| Rodzaj Lyrurus                           |                 |                           |                             |
| Nazwa                                    | Zdjęcie         | Kategoria zagrożenia IUCN | Oznaczenie                  |
| Cietrzew zwyczajny – Lyrurus tetrix      |                 |                           | Wymarły na terenie Mołdawii |
| Rodzaj Perdix                            |                 |                           |                             |
| Nazwa                                    | Zdjęcie         | Kategoria zagrożenia IUCN | Oznaczenie                  |
| Kuropatwa zwyczajna – Perdix perdix      |                 |                           |                             |
| Rodzaj Phasianus                         |                 |                           |                             |
| Nazwa                                    | Zdjęcie         | Kategoria zagrożenia IUCN | Oznaczenie                  |
| Bażant zwyczajny – Phasianus colchicus   |                 |                           | Introdukowany               |
| Rodzaj Tetrastes                         |                 |                           |                             |
| Nazwa                                    | Zdjęcie         | Kategoria zagrożenia IUCN | Oznaczenie                  |
| Jarząbek zwyczajny – Tetrastes bonasia   |                 |                           |                             |

### Kraskowe(Coraciiformes)

#### Kraski(Coraciidae)
| Rodzaj Coracias                      | Rodzaj Coracias | Rodzaj Coracias           | Rodzaj Coracias |
| Nazwa                                | Zdjęcie         | Kategoria zagrożenia IUCN | Oznaczenie      |
| ------------------------------------ | --------------- | ------------------------- | --------------- |
| Kraska zwyczajna – Coracias garrulus |                 |                           |                 |

#### Zimorodkowate(Alcedinidae)
| Rodzaj Alcedo                       | Rodzaj Alcedo | Rodzaj Alcedo             | Rodzaj Alcedo |
| Nazwa                               | Zdjęcie       | Kategoria zagrożenia IUCN | Oznaczenie    |
| ----------------------------------- | ------------- | ------------------------- | ------------- |
| Zimorodek zwyczajny – Alcedo atthis |               |                           |               |

#### Żołny(Meropidae)
| Rodzaj Merops                     | Rodzaj Merops | Rodzaj Merops             | Rodzaj Merops |
| Nazwa                             | Zdjęcie       | Kategoria zagrożenia IUCN | Oznaczenie    |
| --------------------------------- | ------------- | ------------------------- | ------------- |
| Żołna zwyczajna – Merops apiaster |               |                           |               |

### Krótkonogie(Apodiformes)

#### Jerzykowate(Apodidae)
| Rodzaj Apus                          | Rodzaj Apus | Rodzaj Apus               | Rodzaj Apus |
| Nazwa                                | Zdjęcie     | Kategoria zagrożenia IUCN | Oznaczenie  |
| ------------------------------------ | ----------- | ------------------------- | ----------- |
| Jerzyk zwyczajny – Apus Apus         |             |                           |             |
| Rodzaj Tachymarptis                  |             |                           |             |
| Nazwa                                | Zdjęcie     | Kategoria zagrożenia IUCN | Oznaczenie  |
| Jerzyk alpejski – Tachymarptis melba |             |                           | S           |

### Kukułkowe(Cuculiformes)

#### Kukułkowate(Cuculidae)
| Rodzaj Clamator                       | Rodzaj Clamator | Rodzaj Clamator           | Rodzaj Clamator |
| Nazwa                                 | Zdjęcie         | Kategoria zagrożenia IUCN | Oznaczenie      |
| ------------------------------------- | --------------- | ------------------------- | --------------- |
| Kukułka czubata – Clamator glandarius |                 |                           | S               |
| Rodzaj Cuculus                        |                 |                           |                 |
| Nazwa                                 | Zdjęcie         | Kategoria zagrożenia IUCN | Oznaczenie      |
| Kukułka zwyczajna – Cuculus canorus   |                 |                           |                 |

### Lelkowate(Caprimulgidae)

#### Lelki(Caprimulginae)
| Rodzaj Caprimulgus                      | Rodzaj Caprimulgus | Rodzaj Caprimulgus        | Rodzaj Caprimulgus |
| Nazwa                                   | Zdjęcie            | Kategoria zagrożenia IUCN | Oznaczenie         |
| --------------------------------------- | ------------------ | ------------------------- | ------------------ |
| Lelek zwyczajny – Caprimulgus europaeus |                    |                           |                    |

### Nury(Gaviiformes)

#### Nury (Gaviidae)
| Rodzaj Gavia                    | Rodzaj Gavia | Rodzaj Gavia              | Rodzaj Gavia |
| Nazwa                           | Zdjęcie      | Kategoria zagrożenia IUCN | Oznaczenie   |
| ------------------------------- | ------------ | ------------------------- | ------------ |
| Nur czarnoszyi – Gavia arctica  |              |                           |              |
| Nur rdzawoszyi – Gavia stellata |              |                           |              |

### Pelikanowe(Pelecaniformes)

#### Czaplowate(Ardeidae)
| Rodzaj Ardea                                | Rodzaj Ardea | Rodzaj Ardea              | Rodzaj Ardea |
| Nazwa                                       | Zdjęcie      | Kategoria zagrożenia IUCN | Oznaczenie   |
| ------------------------------------------- | ------------ | ------------------------- | ------------ |
| Czapla biała – Ardea alba                   |              |                           | S            |
| Czapla siwa – Ardea cinerea                 |              |                           |              |
| Czapla purpurowa – Ardea purpurea           |              |                           |              |
| Rodzaj Ardeola                              |              |                           |              |
| Nazwa                                       | Zdjęcie      | Kategoria zagrożenia IUCN | Oznaczenie   |
| Czapla modronosa – Ardeola ralloides        |              |                           |              |
| Rodzaj Botaurus                             |              |                           |              |
| Nazwa                                       | Zdjęcie      | Kategoria zagrożenia IUCN | Oznaczenie   |
| Bąk zwyczajny – Botaurus stellaris          |              |                           |              |
| Rodzaj Bubulcus                             |              |                           |              |
| Nazwa                                       | Zdjęcie      | Kategoria zagrożenia IUCN | Oznaczenie   |
| Czapla złotawa – Bubulcus ibis              |              |                           | S            |
| Rodzaj Egretta                              |              |                           |              |
| Nazwa                                       | Zdjęcie      | Kategoria zagrożenia IUCN | Oznaczenie   |
| Czapla nadobna – Egretta garzetta           |              |                           |              |
| Rodzaj Ixobrychus                           |              |                           |              |
| Nazwa                                       | Zdjęcie      | Kategoria zagrożenia IUCN | Oznaczenie   |
| Bączek zwyczajny – Ixobrychus minutus       |              |                           |              |
| Rodzaj Nycticorax                           |              |                           |              |
| Nazwa                                       | Zdjęcie      | Kategoria zagrożenia IUCN | Oznaczenie   |
| Ślepowron zwyczajny – Nycticorax nycticorax |              |                           |              |

#### Ibisy(Threskiornithidae)
| Rodzaj Platalea                          | Rodzaj Platalea | Rodzaj Platalea           | Rodzaj Platalea |
| Nazwa                                    | Zdjęcie         | Kategoria zagrożenia IUCN | Oznaczenie      |
| ---------------------------------------- | --------------- | ------------------------- | --------------- |
| Warzęcha zwyczajna – Platalea leucorodia |                 |                           |                 |
| Rodzaj Plegadis                          |                 |                           |                 |
| Nazwa                                    | Zdjęcie         | Kategoria zagrożenia IUCN | Oznaczenie      |
| Ibis kasztanowaty – Plegadis falcinellus |                 |                           |                 |

#### Pelikany(Pelecanidae)
| Rodzaj Pelecanus                        | Rodzaj Pelecanus | Rodzaj Pelecanus          | Rodzaj Pelecanus |
| Nazwa                                   | Zdjęcie          | Kategoria zagrożenia IUCN | Oznaczenie       |
| --------------------------------------- | ---------------- | ------------------------- | ---------------- |
| Pelikan różowy – Pelecanus onocrotalus  |                  |                           |                  |
| Pelikan kędzierzawy – Pelecanus crispus |                  |                           | S                |

### Perkozowe(Podicipediformes)

#### Perkozy (Podicipedidae)
| Rodzaj Podiceps                             | Rodzaj Podiceps | Rodzaj Podiceps           | Rodzaj Podiceps |
| Nazwa                                       | Zdjęcie         | Kategoria zagrożenia IUCN | Oznaczenie      |
| ------------------------------------------- | --------------- | ------------------------- | --------------- |
| Perkoz rogaty – Podiceps auritus            |                 |                           | S               |
| Perkoz dwuczuby – Podiceps cristatus        |                 |                           |                 |
| Perkoz rdzawoszyi – Podiceps grisegena      |                 |                           |                 |
| Perkoz zausznik – Podiceps nigricollis      |                 |                           |                 |
| Rodzaj Tachybaptus                          |                 |                           |                 |
| Nazwa                                       | Zdjęcie         | Kategoria zagrożenia IUCN | Oznaczenie      |
| Perkozek zwyczajny – Tachybaptus ruficollis |                 |                           |                 |

### Rurkonose(Procellariiformes)

#### Burzykowate(Procellariidae)
| Rodzaj Calonectris                          | Rodzaj Calonectris | Rodzaj Calonectris        | Rodzaj Calonectris |
| Nazwa                                       | Zdjęcie            | Kategoria zagrożenia IUCN | Oznaczenie         |
| ------------------------------------------- | ------------------ | ------------------------- | ------------------ |
| Burzyk żółtodzioby – Calonectris diomedea   |                    |                           |                    |
| Rodzaj Puffinus                             |                    |                           |                    |
| Nazwa                                       | Zdjęcie            | Kategoria zagrożenia IUCN | Oznaczenie         |
| Burzyk śródziemnomorski – Puffinus yelkouan |                    |                           | S                  |

### Siewkowe(Charadriiformes)

#### Bekasowate(Scolopacidae)
| Rodzaj Actitis                                 | Rodzaj Actitis | Rodzaj Actitis            | Rodzaj Actitis |
| Nazwa                                          | Zdjęcie        | Kategoria zagrożenia IUCN | Oznaczenie     |
| ---------------------------------------------- | -------------- | ------------------------- | -------------- |
| Brodziec piskliwy – Actitis hypoleucos         |                |                           |                |
| Rodzaj Arenaria                                |                |                           |                |
| Nazwa                                          | Zdjęcie        | Kategoria zagrożenia IUCN | Oznaczenie     |
| Kamusznik zwyczajny – Arenaria interpres       |                |                           | S              |
| Rodzaj Calidris                                |                |                           |                |
| Nazwa                                          | Zdjęcie        | Kategoria zagrożenia IUCN | Oznaczenie     |
| Piaskowiec – Calidris alba                     |                |                           | S              |
| Biegus zmienny – Calidris alpina               |                |                           |                |
| Biegus rdzawy – Calidris canutus               |                |                           | S              |
| Biegus płaskodzioby – Calidris falcinellus     |                |                           |                |
| Biegus krzywodzioby – Calidris ferruginea      |                |                           |                |
| Biegus malutki – Calidris minuta               |                |                           |                |
| Batalion – Calidris pugnax                     |                |                           |                |
| Biegus mały – Calidris temminckii              |                |                           | S              |
| Rodzaj Gallinago                               |                |                           |                |
| Nazwa                                          | Zdjęcie        | Kategoria zagrożenia IUCN | Oznaczenie     |
| Bekas kszyk – Gallinago gallinago              |                |                           |                |
| Bekas dubelt – Gallinago media                 |                |                           |                |
| Rodzaj Limosa                                  |                |                           |                |
| Nazwa                                          | Zdjęcie        | Kategoria zagrożenia IUCN | Oznaczenie     |
| Szlamnik zwyczajny – Limosa lapponica          |                |                           | S              |
| Rycyk – Limosa limosa                          |                |                           |                |
| Rodzaj Lymnocryptes                            |                |                           |                |
| Nazwa                                          | Zdjęcie        | Kategoria zagrożenia IUCN | Oznaczenie     |
| Bekasik – Lymnocryptes minimus                 |                |                           |                |
| Rodzaj Numenius                                |                |                           |                |
| Nazwa                                          | Zdjęcie        | Kategoria zagrożenia IUCN | Oznaczenie     |
| Kulik wielki – Numenius arquata                |                |                           |                |
| Kulik mniejszy – Numenius phaeopus             |                |                           |                |
| Kulik cienkodzioby – Numenius tenuirostris     |                |                           | S              |
| Rodzaj Phalaropus                              |                |                           |                |
| Nazwa                                          | Zdjęcie        | Kategoria zagrożenia IUCN | Oznaczenie     |
| Płatkonóg płaskodzioby – Phalaropus fulicarius |                |                           | S              |
| Płatkonóg szydłodzioby – Phalaropus lobatus    |                |                           | S              |
| Rodzaj Scolopax                                |                |                           |                |
| Nazwa                                          | Zdjęcie        | Kategoria zagrożenia IUCN | Oznaczenie     |
| Słonka zwyczajna – Scolopax rusticola          |                |                           |                |
| Rodzaj Tringa                                  |                |                           |                |
| Nazwa                                          | Zdjęcie        | Kategoria zagrożenia IUCN | Oznaczenie     |
| Brodziec śniady – Tringa erythropus            |                |                           |                |
| Łęczak – Tringa glareola                       |                |                           |                |
| Kwokacz – Tringa nebularia                     |                |                           |                |
| Samotnik – Tringa ochropus                     |                |                           |                |
| Brodziec pławny – Tringa stagnatilis           |                |                           |                |
| Krwawodziób – Tringa totanus                   |                |                           |                |
| Rodzaj Xenus                                   |                |                           |                |
| Nazwa                                          | Zdjęcie        | Kategoria zagrożenia IUCN | Oznaczenie     |
| Terekia – Xenus cinereus                       |                |                           | S              |

#### Kulony(Burhinidae)
| Rodzaj Burhinus                       | Rodzaj Burhinus | Rodzaj Burhinus           | Rodzaj Burhinus |
| Nazwa                                 | Zdjęcie         | Kategoria zagrożenia IUCN | Oznaczenie      |
| ------------------------------------- | --------------- | ------------------------- | --------------- |
| Kulon zwyczajny – Burhinus oedicnemus |                 |                           |                 |

#### Mewowate(Laridae)
| Rodzaj Chlidonias                              | Rodzaj Chlidonias | Rodzaj Chlidonias         | Rodzaj Chlidonias |
| Nazwa                                          | Zdjęcie           | Kategoria zagrożenia IUCN | Oznaczenie        |
| ---------------------------------------------- | ----------------- | ------------------------- | ----------------- |
| Rybitwa białowąsa – Chlidonias hybrida         |                   |                           |                   |
| Rybitwa białoskrzydła – Chlidonias leucopterus |                   |                           |                   |
| Rybitwa czarna – Chlidonias niger              |                   |                           |                   |
| Rodzaj Chroicocephalus                         |                   |                           |                   |
| Nazwa                                          | Zdjęcie           | Kategoria zagrożenia IUCN | Oznaczenie        |
| Mewa cienkodzioba – Chroicocephalus genei      |                   |                           | S                 |
| Mewa śmieszka – Chroicocephalus ridibundus     |                   |                           |                   |
| Rodzaj Gelochelidon                            |                   |                           |                   |
| Nazwa                                          | Zdjęcie           | Kategoria zagrożenia IUCN | Oznaczenie        |
| Rybitwa krótkodzioba – Gelochelidon nilotica   |                   |                           |                   |
| Rodzaj Hydrocoloeus                            |                   |                           |                   |
| Nazwa                                          | Zdjęcie           | Kategoria zagrożenia IUCN | Oznaczenie        |
| Mewa mała – Hydrocoloeus minutus               |                   |                           |                   |
| Rodzaj Hydroprogne                             |                   |                           |                   |
| Nazwa                                          | Zdjęcie           | Kategoria zagrożenia IUCN | Oznaczenie        |
| Rybitwa wielkodzioba – Hydroprogne caspia      |                   |                           |                   |
| Rodzaj Ichthyaetus                             |                   |                           |                   |
| Nazwa                                          | Zdjęcie           | Kategoria zagrożenia IUCN | Oznaczenie        |
| Mewa orlica – Ichthyaetus ichthyaetus          |                   |                           | S                 |
| Mewa czarnogłowa – Ichthyaetus melanocephalus  |                   |                           | S                 |
| Rodzaj Larus                                   |                   |                           |                   |
| Nazwa                                          | Zdjęcie           | Kategoria zagrożenia IUCN | Oznaczenie        |
| Mewa srebrzysta – Larus argentatus             |                   |                           | S                 |
| Mewa białogłowa – Larus cachinnans             |                   |                           |                   |
| Mewa siwa – Larus canus                        |                   |                           |                   |
| Mewa żółtonoga – Larus fuscus                  |                   |                           |                   |
| Mewa polarna – Larus glaucoides                |                   |                           | S                 |
| Mewa blada – Larus hyperboreus                 |                   |                           | S                 |
| Mewa siodłata – Larus marinus                  |                   |                           | S                 |
| Mewa romańska – Larus michahellis              |                   |                           | S                 |
| Rodzaj Rissa                                   |                   |                           |                   |
| Nazwa                                          | Zdjęcie           | Kategoria zagrożenia IUCN | Oznaczenie        |
| Mewa trójpalczasta – Rissa tridactyla          |                   |                           | S                 |
| Rodzaj Sterna                                  |                   |                           |                   |
| Nazwa                                          | Zdjęcie           | Kategoria zagrożenia IUCN | Oznaczenie        |
| Rybitwa rzeczna – Sterna hirundo               |                   |                           |                   |
| Rodzaj Sternula                                |                   |                           |                   |
| Nazwa                                          | Zdjęcie           | Kategoria zagrożenia IUCN | Oznaczenie        |
| Rybitwa białoczelna – Sternula albifrons       |                   |                           |                   |
| Rodzaj Thalasseus                              |                   |                           |                   |
| Nazwa                                          | Zdjęcie           | Kategoria zagrożenia IUCN | Oznaczenie        |
| Rybitwa czubata – Thalasseus sandvicensis      |                   |                           |                   |

#### Ostrygojady(Haematopodidae)
| Rodzaj Haematopus                            | Rodzaj Haematopus | Rodzaj Haematopus         | Rodzaj Haematopus |
| Nazwa                                        | Zdjęcie           | Kategoria zagrożenia IUCN | Oznaczenie        |
| -------------------------------------------- | ----------------- | ------------------------- | ----------------- |
| Ostrygojad zwyczajny – Haematopus ostralegus |                   |                           |                   |

#### Sieweczkowate(Charadriidae)
| Rodzaj Anarhynchus                          | Rodzaj Anarhynchus | Rodzaj Anarhynchus        | Rodzaj Anarhynchus |
| Nazwa                                       | Zdjęcie            | Kategoria zagrożenia IUCN | Oznaczenie         |
| ------------------------------------------- | ------------------ | ------------------------- | ------------------ |
| Sieweczka morska – Anarhynchus alexandrinus |                    |                           |                    |
| Rodzaj Charadrius                           |                    |                           |                    |
| Nazwa                                       | Zdjęcie            | Kategoria zagrożenia IUCN | Oznaczenie         |
| Sieweczka rzeczna – Charadrius dubius       |                    |                           |                    |
| Sieweczka obrożna – Charadrius hiaticula    |                    |                           |                    |
| Rodzaj Eudromias                            |                    |                           |                    |
| Nazwa                                       | Zdjęcie            | Kategoria zagrożenia IUCN | Oznaczenie         |
| Mornel – Eudromias morinellus               |                    |                           |                    |
| Rodzaj Pluvialis                            |                    |                           |                    |
| Nazwa                                       | Zdjęcie            | Kategoria zagrożenia IUCN | Oznaczenie         |
| Siewka złota – Pluvialis apricaria          |                    |                           |                    |
| Siewnica – Pluvialis squatarola             |                    |                           |                    |
| Rodzaj Vanellus                             |                    |                           |                    |
| Nazwa                                       | Zdjęcie            | Kategoria zagrożenia IUCN | Oznaczenie         |
| Czajka zwyczajna – Vanellus vanellus        |                    |                           |                    |

#### Szczudłonogi(Recurvirostridae)
| Rodzaj Himantopus                              | Rodzaj Himantopus | Rodzaj Himantopus         | Rodzaj Himantopus |
| Nazwa                                          | Zdjęcie           | Kategoria zagrożenia IUCN | Oznaczenie        |
| ---------------------------------------------- | ----------------- | ------------------------- | ----------------- |
| Szczudłak zwyczajny – Himantopus himantopus    |                   |                           |                   |
| Rodzaj Recurvirostra                           |                   |                           |                   |
| Nazwa                                          | Zdjęcie           | Kategoria zagrożenia IUCN | Oznaczenie        |
| Szablodziób zwyczajny – Recurvirostra avosetta |                   |                           |                   |

#### Wydrzyki(Stercorariidae)
| Rodzaj Stercorarius                            | Rodzaj Stercorarius | Rodzaj Stercorarius       | Rodzaj Stercorarius |
| Nazwa                                          | Zdjęcie             | Kategoria zagrożenia IUCN | Oznaczenie          |
| ---------------------------------------------- | ------------------- | ------------------------- | ------------------- |
| Wydrzyk długosterny – Stercorarius longicaudus |                     |                           | S                   |
| Wydrzyk ostrosterny – Stercorarius parasiticus |                     |                           | S                   |
| Wydrzyk tęposterny – Stercorarius pomarinus    |                     |                           | S                   |

#### Żwirowcowate(Glareolidae)
| Rodzaj Glareola                        | Rodzaj Glareola | Rodzaj Glareola           | Rodzaj Glareola |
| Nazwa                                  | Zdjęcie         | Kategoria zagrożenia IUCN | Oznaczenie      |
| -------------------------------------- | --------------- | ------------------------- | --------------- |
| Żwirowiec stepowy – Glareola nordmanni |                 |                           |                 |
| Żwirowiec łąkowy – Glareola pratincola |                 |                           |                 |

### Stepówki(Pterocliformes)

#### Stepówki (Pteroclidae)
| Rodzaj Syrrhaptes                          | Rodzaj Syrrhaptes | Rodzaj Syrrhaptes         | Rodzaj Syrrhaptes |
| Nazwa                                      | Zdjęcie           | Kategoria zagrożenia IUCN | Oznaczenie        |
| ------------------------------------------ | ----------------- | ------------------------- | ----------------- |
| Pustynnik zwyczajny – Syrrhaptes paradoxus |                   |                           | S                 |

### Sokołowe(Falconiformes)

#### Sokołowate(Falconidae)
| Rodzaj Falco                           | Rodzaj Falco | Rodzaj Falco              | Rodzaj Falco |
| Nazwa                                  | Zdjęcie      | Kategoria zagrożenia IUCN | Oznaczenie   |
| -------------------------------------- | ------------ | ------------------------- | ------------ |
| Raróg zwyczajny – Falco cherrug        |              |                           |              |
| Drzemlik – Falco columbarius           |              |                           |              |
| Pustułeczka – Falco naumanni           |              |                           |              |
| Sokół wędrowny – Falco peregrinus      |              |                           |              |
| Kobuz – Falco subbuteo                 |              |                           |              |
| Pustułka zwyczajna – Falco tinnunculus |              |                           |              |
| Kobczyk zwyczajny – Falco vespertinus  |              |                           |              |

### Sowy(Strigiformes)

#### Płomykówkowate(Tytonidae)
| Rodzaj Tyto                      | Rodzaj Tyto | Rodzaj Tyto               | Rodzaj Tyto |
| Nazwa                            | Zdjęcie     | Kategoria zagrożenia IUCN | Oznaczenie  |
| -------------------------------- | ----------- | ------------------------- | ----------- |
| Płomykówka zwyczajna – Tyto alba |             |                           |             |

#### Puszczykowate(Strigidae)
| Rodzaj Asio                        | Rodzaj Asio | Rodzaj Asio               | Rodzaj Asio |
| Nazwa                              | Zdjęcie     | Kategoria zagrożenia IUCN | Oznaczenie  |
| ---------------------------------- | ----------- | ------------------------- | ----------- |
| Uszatka błotna – Asio flammeus     |             |                           |             |
| Uszatka zwyczajna – Asio otus      |             |                           |             |
| Rodzaj Athene                      |             |                           |             |
| Nazwa                              | Zdjęcie     | Kategoria zagrożenia IUCN | Oznaczenie  |
| Pójdźka zwyczajna – Athene noctua  |             |                           |             |
| Rodzaj Bubo                        |             |                           |             |
| Nazwa                              | Zdjęcie     | Kategoria zagrożenia IUCN | Oznaczenie  |
| Puchacz zwyczajny – Bubo bubo      |             |                           |             |
| Rodzaj Otus                        |             |                           |             |
| Nazwa                              | Zdjęcie     | Kategoria zagrożenia IUCN | Oznaczenie  |
| Syczek zwyczajny – Otus scops      |             |                           |             |
| Rodzaj Strix                       |             |                           |             |
| Nazwa                              | Zdjęcie     | Kategoria zagrożenia IUCN | Oznaczenie  |
| Puszczyk zwyczajny – Strix aluco   |             |                           |             |
| Puszczyk uralski – Strix uralensis |             |                           | S           |

### Szponiaste(Accipitriformes)

#### Jastrzębiowate(Accipitridae)
| Rodzaj Accipiter                         | Rodzaj Accipiter | Rodzaj Accipiter          | Rodzaj Accipiter |
| Nazwa                                    | Zdjęcie          | Kategoria zagrożenia IUCN | Oznaczenie       |
| ---------------------------------------- | ---------------- | ------------------------- | ---------------- |
| Krogulec krótkonogi – Accipiter brevipes |                  |                           | S                |
| Jastrząb zwyczajny – Accipiter gentilis  |                  |                           |                  |
| Krogulec zwyczajny – Accipiter nisus     |                  |                           |                  |
| Rodzaj Aegypius                          |                  |                           |                  |
| Nazwa                                    | Zdjęcie          | Kategoria zagrożenia IUCN | Oznaczenie       |
| Sęp kasztanowaty – Aegypius monachus     |                  |                           |                  |
| Rodzaj Aquila                            |                  |                           |                  |
| Nazwa                                    | Zdjęcie          | Kategoria zagrożenia IUCN | Oznaczenie       |
| Orzeł przedni – Aquila chrysaetos        |                  |                           |                  |
| Orzeł południowy – Aquila fasciata       |                  |                           | S                |
| Orzeł cesarski – Aquila heliaca          |                  |                           |                  |
| Orzeł stepowy – Aquila nipalensis        |                  |                           |                  |
| Rodzaj Buteo                             |                  |                           |                  |
| Nazwa                                    | Zdjęcie          | Kategoria zagrożenia IUCN | Oznaczenie       |
| Myszołów zwyczajny – Buteo buteo         |                  |                           |                  |
| Myszołów włochaty – Buteo lagopus        |                  |                           |                  |
| Kurhannik – Buteo rufinus                |                  |                           | S                |
| Rodzaj Circaetus                         |                  |                           |                  |
| Nazwa                                    | Zdjęcie          | Kategoria zagrożenia IUCN | Oznaczenie       |
| Gadożer zwyczajny – Circaetus gallicus   |                  |                           |                  |
| Rodzaj Circus                            |                  |                           |                  |
| Nazwa                                    | Zdjęcie          | Kategoria zagrożenia IUCN | Oznaczenie       |
| Błotniak stawowy – Circus aeruginosus    |                  |                           |                  |
| Błotniak zbożowy – Circus cyaneus        |                  |                           |                  |
| Błotniak stepowy – Circus macrourus      |                  |                           |                  |
| Błotniak łąkowy – Circus pygargus        |                  |                           |                  |
| Rodzaj Clanga                            |                  |                           |                  |
| Nazwa                                    | Zdjęcie          | Kategoria zagrożenia IUCN | Oznaczenie       |
| Orlik grubodzioby – Clanga clanga        |                  |                           |                  |
| Orlik krzykliwy – Clanga pomarina        |                  |                           |                  |
| Rodzaj Gyps                              |                  |                           |                  |
| Nazwa                                    | Zdjęcie          | Kategoria zagrożenia IUCN | Oznaczenie       |
| Sęp płowy – Gyps fulvus                  |                  |                           |                  |
| Rodzaj Haliaeetus                        |                  |                           |                  |
| Nazwa                                    | Zdjęcie          | Kategoria zagrożenia IUCN | Oznaczenie       |
| Bielik – Haliaeetus albicilla            |                  |                           |                  |
| Rodzaj Hieraaetus                        |                  |                           |                  |
| Nazwa                                    | Zdjęcie          | Kategoria zagrożenia IUCN | Oznaczenie       |
| Orzełek włochaty – Hieraaetus pennatus   |                  |                           |                  |
| Rodzaj Milvus                            |                  |                           |                  |
| Nazwa                                    | Zdjęcie          | Kategoria zagrożenia IUCN | Oznaczenie       |
| Kania czarna – Milvus migrans            |                  |                           |                  |
| Kania ruda – Milvus milvus               |                  |                           |                  |
| Rodzaj Neophron                          |                  |                           |                  |
| Nazwa                                    | Zdjęcie          | Kategoria zagrożenia IUCN | Oznaczenie       |
| Ścierwnik – Neophron percnopterus        |                  |                           |                  |
| Rodzaj Pernis                            |                  |                           |                  |
| Nazwa                                    | Zdjęcie          | Kategoria zagrożenia IUCN | Oznaczenie       |
| Trzmielojad zwyczajny – Pernis apivorus  |                  |                           |                  |

#### Rybołowy(Pandionidae)
| Rodzaj Pandion              | Rodzaj Pandion | Rodzaj Pandion            | Rodzaj Pandion |
| Nazwa                       | Zdjęcie        | Kategoria zagrożenia IUCN | Oznaczenie     |
| --------------------------- | -------------- | ------------------------- | -------------- |
| Rybołów – Pandion haliaetus |                |                           |                |

### Wróblowe(Passeriformes)

#### Drozdowate(Turdidae)
| Rodzaj Turdus                     | Rodzaj Turdus | Rodzaj Turdus             | Rodzaj Turdus |
| Nazwa                             | Zdjęcie       | Kategoria zagrożenia IUCN | Oznaczenie    |
| --------------------------------- | ------------- | ------------------------- | ------------- |
| Droździk – Turdus iliacus         |               |                           |               |
| Kos – Turdus merula               |               |                           |               |
| Drozd śpiewak – Turdus philomelos |               |                           |               |
| Kwiczoł – Turdus pilaris          |               |                           |               |
| Drozd obrożny – Turdus torquatus  |               |                           | S             |
| Paszkot – Turdus viscivorus       |               |                           |               |

#### Dzierzby(Laniidae)
| Rodzaj Lanius                         | Rodzaj Lanius | Rodzaj Lanius             | Rodzaj Lanius |
| Nazwa                                 | Zdjęcie       | Kategoria zagrożenia IUCN | Oznaczenie    |
| ------------------------------------- | ------------- | ------------------------- | ------------- |
| Gąsiorek – Lanius collurio            |               |                           |               |
| Srokosz – Lanius excubitor            |               |                           |               |
| Dzierzba czarnoczelna – Lanius minor  |               |                           |               |
| Dzierzba białoczelna – Lanius nubicus |               |                           | S             |
| Dzierzba rudogłowa – Lanius senator   |               |                           | S             |

#### Jaskółkowate(Hirundinidae)
| Rodzaj Cecropis                          | Rodzaj Cecropis | Rodzaj Cecropis           | Rodzaj Cecropis |
| Nazwa                                    | Zdjęcie         | Kategoria zagrożenia IUCN | Oznaczenie      |
| ---------------------------------------- | --------------- | ------------------------- | --------------- |
| Jaskółka rudawa – Cecropis daurica       |                 |                           |                 |
| Rodzaj Delichon                          |                 |                           |                 |
| Nazwa                                    | Zdjęcie         | Kategoria zagrożenia IUCN | Oznaczenie      |
| Oknówka zwyczajna – Delichon urbicum     |                 |                           |                 |
| Rodzaj Hirundo                           |                 |                           |                 |
| Nazwa                                    | Zdjęcie         | Kategoria zagrożenia IUCN | Oznaczenie      |
| Dymówka – Hirundo rustica                |                 |                           |                 |
| Rodzaj Ptyonoprogne                      |                 |                           |                 |
| Nazwa                                    | Zdjęcie         | Kategoria zagrożenia IUCN | Oznaczenie      |
| Jaskółka skalna – Ptyonoprogne rupestris |                 |                           |                 |
| Rodzaj Riparia                           |                 |                           |                 |
| Nazwa                                    | Zdjęcie         | Kategoria zagrożenia IUCN | Oznaczenie      |
| Brzegówka zwyczajna – Riparia riparia    |                 |                           |                 |

#### Jemiołuszki(Bombycillidae)
| Rodzaj Bombycilla                           | Rodzaj Bombycilla | Rodzaj Bombycilla         | Rodzaj Bombycilla |
| Nazwa                                       | Zdjęcie           | Kategoria zagrożenia IUCN | Oznaczenie        |
| ------------------------------------------- | ----------------- | ------------------------- | ----------------- |
| Jemiołuszka zwyczajna – Bombycilla garrulus |                   |                           |                   |

#### Kowaliki(Sittidae)
| Rodzaj Sitta                       | Rodzaj Sitta | Rodzaj Sitta              | Rodzaj Sitta |
| Nazwa                              | Zdjęcie      | Kategoria zagrożenia IUCN | Oznaczenie   |
| ---------------------------------- | ------------ | ------------------------- | ------------ |
| Kowalik zwyczajny – Sitta europaea |              |                           |              |

#### Krukowate(Corvidae)
| Rodzaj Corvus                                  | Rodzaj Corvus | Rodzaj Corvus             | Rodzaj Corvus |
| Nazwa                                          | Zdjęcie       | Kategoria zagrożenia IUCN | Oznaczenie    |
| ---------------------------------------------- | ------------- | ------------------------- | ------------- |
| Kruk zwyczajny – Corvus corax                  |               |                           |               |
| Wrona siwa – Corvus corone                     |               |                           |               |
| Gawron – Corvus frugilegus                     |               |                           |               |
| Kawka zwyczajna – Corvus monedula              |               |                           |               |
| Rodzaj Garrulus                                |               |                           |               |
| Nazwa                                          | Zdjęcie       | Kategoria zagrożenia IUCN | Oznaczenie    |
| Sójka zwyczajna – Garrulus glandarius          |               |                           |               |
| Rodzaj Nucifraga                               |               |                           |               |
| Nazwa                                          | Zdjęcie       | Kategoria zagrożenia IUCN | Oznaczenie    |
| Orzechówka zwyczajna – Nucifraga caryocatactes |               |                           | S             |
| Rodzaj Pica                                    |               |                           |               |
| Nazwa                                          | Zdjęcie       | Kategoria zagrożenia IUCN | Oznaczenie    |
| Sroka zwyczajna – Pica pica                    |               |                           |               |

#### Łuszczakowate(Fringillidae)
| Rodzaj Acanthis                                      | Rodzaj Acanthis | Rodzaj Acanthis           | Rodzaj Acanthis |
| Nazwa                                                | Zdjęcie         | Kategoria zagrożenia IUCN | Oznaczenie      |
| ---------------------------------------------------- | --------------- | ------------------------- | --------------- |
| Czeczotka zwyczajna – Acanthis flammea               |                 |                           |                 |
| Rodzaj Carduelis                                     |                 |                           |                 |
| Nazwa                                                | Zdjęcie         | Kategoria zagrożenia IUCN | Oznaczenie      |
| Szczygieł – Carduelis carduelis                      |                 |                           |                 |
| Rodzaj Erythrina                                     |                 |                           |                 |
| Nazwa                                                | Zdjęcie         | Kategoria zagrożenia IUCN | Oznaczenie      |
| Dziwonia zwyczajna – Erythrina erythrina             |                 |                           | S               |
| Rodzaj Chloris                                       |                 |                           |                 |
| Nazwa                                                | Zdjęcie         | Kategoria zagrożenia IUCN | Oznaczenie      |
| Dzwoniec zwyczajny – Chloris chloris                 |                 |                           |                 |
| Rodzaj Coccothraustes                                |                 |                           |                 |
| Nazwa                                                | Zdjęcie         | Kategoria zagrożenia IUCN | Oznaczenie      |
| Grubodziób zwyczajny – Coccothraustes coccothraustes |                 |                           |                 |
| Rodzaj Fringilla                                     |                 |                           |                 |
| Nazwa                                                | Zdjęcie         | Kategoria zagrożenia IUCN | Oznaczenie      |
| Zięba zwyczajna – Fringilla coelebs                  |                 |                           |                 |
| Jer – Fringilla montifringilla                       |                 |                           |                 |
| Rodzaj Linaria                                       |                 |                           |                 |
| Nazwa                                                | Zdjęcie         | Kategoria zagrożenia IUCN | Oznaczenie      |
| Makolągwa zwyczajna – Linaria cannabina              |                 |                           |                 |
| Rodzaj Loxia                                         |                 |                           |                 |
| Nazwa                                                | Zdjęcie         | Kategoria zagrożenia IUCN | Oznaczenie      |
| Krzyżodziób świerkowy – Loxia curvirostra            |                 |                           | S               |
| Rodzaj Pyrrhula                                      |                 |                           |                 |
| Nazwa                                                | Zdjęcie         | Kategoria zagrożenia IUCN | Oznaczenie      |
| Gil zwyczajny – Pyrrhula pyrrhula                    |                 |                           |                 |
| Rodzaj Serinus                                       |                 |                           |                 |
| Nazwa                                                | Zdjęcie         | Kategoria zagrożenia IUCN | Oznaczenie      |
| Kulczyk zwyczajny – Serinus serinus                  |                 |                           |                 |
| Rodzaj Spinus                                        |                 |                           |                 |
| Nazwa                                                | Zdjęcie         | Kategoria zagrożenia IUCN | Oznaczenie      |
| Czyż zwyczajny – Spinus spinus                       |                 |                           |                 |

#### Muchołówkowate(Muscicapidae)
| Rodzaj Cercotrichas                         | Rodzaj Cercotrichas | Rodzaj Cercotrichas       | Rodzaj Cercotrichas |
| Nazwa                                       | Zdjęcie             | Kategoria zagrożenia IUCN | Oznaczenie          |
| ------------------------------------------- | ------------------- | ------------------------- | ------------------- |
| Drozdówka rdzawa – Cercotrichas galactotes  |                     |                           |                     |
| Rodzaj Erithacus                            |                     |                           |                     |
| Nazwa                                       | Zdjęcie             | Kategoria zagrożenia IUCN | Oznaczenie          |
| Rudzik – Erithacus rubecula                 |                     |                           |                     |
| Rodzaj Ficedula                             |                     |                           |                     |
| Nazwa                                       | Zdjęcie             | Kategoria zagrożenia IUCN | Oznaczenie          |
| Muchołówka białoszyja – Ficedula albicollis |                     |                           |                     |
| Muchołówka żałobna – Ficedula hypoleuca     |                     |                           |                     |
| Muchołówka mała – Ficedula parva            |                     |                           |                     |
| Rodzaj Luscinia                             |                     |                           |                     |
| Nazwa                                       | Zdjęcie             | Kategoria zagrożenia IUCN | Oznaczenie          |
| Słowik szary – Luscinia luscinia            |                     |                           |                     |
| Słowik rdzawy – Luscinia megarhynchos       |                     |                           |                     |
| Podróżniczek – Luscinia svecica             |                     |                           |                     |
| Rodzaj Monticola                            |                     |                           |                     |
| Nazwa                                       | Zdjęcie             | Kategoria zagrożenia IUCN | Oznaczenie          |
| Nagórnik zwyczajny – Monticola saxatilis    |                     |                           |                     |
| Rodzaj Muscicapa                            |                     |                           |                     |
| Nazwa                                       | Zdjęcie             | Kategoria zagrożenia IUCN | Oznaczenie          |
| Muchołówka szara – Muscicapa striata        |                     |                           |                     |
| Rodzaj Oenanthe                             |                     |                           |                     |
| Nazwa                                       | Zdjęcie             | Kategoria zagrożenia IUCN | Oznaczenie          |
| Białorzytka płowa – Oenanthe isabellina     |                     |                           | S                   |
| Białorzytka maskowa – Oenanthe melanoleuca  |                     |                           | S                   |
| Białorzytka zwyczajna – Oenanthe oenanthe   |                     |                           |                     |
| Białorzytka pstra – Oenanthe pleschanka     |                     |                           |                     |
| Rodzaj Phoenicurus                          |                     |                           |                     |
| Nazwa                                       | Zdjęcie             | Kategoria zagrożenia IUCN | Oznaczenie          |
| Kopciuszek zwyczajny – Phoenicurus ochruros |                     |                           |                     |
| Pleszka zwyczajna – Phoenicurus phoenicurus |                     |                           |                     |
| Rodzaj Saxicola                             |                     |                           |                     |
| Nazwa                                       | Zdjęcie             | Kategoria zagrożenia IUCN | Oznaczenie          |
| Pokląskwa – Saxicola rubetra                |                     |                           |                     |
| Kląskawka zwyczajna – Saxicola rubicola     |                     |                           |                     |

#### Mysikróliki(Regulidae)
| Rodzaj Regulus                          | Rodzaj Regulus | Rodzaj Regulus            | Rodzaj Regulus |
| Nazwa                                   | Zdjęcie        | Kategoria zagrożenia IUCN | Oznaczenie     |
| --------------------------------------- | -------------- | ------------------------- | -------------- |
| Zniczek zwyczajny – Regulus ignicapilla |                |                           | S              |
| Mysikrólik zwyczajny – Regulus regulus  |                |                           |                |

#### Pełzacze(Certhiidae)
| Rodzaj Certhia                           | Rodzaj Certhia | Rodzaj Certhia            | Rodzaj Certhia |
| Nazwa                                    | Zdjęcie        | Kategoria zagrożenia IUCN | Oznaczenie     |
| ---------------------------------------- | -------------- | ------------------------- | -------------- |
| Pełzacz ogrodowy – Certhia brachydactyla |                |                           | S              |
| Pełzacz leśny – Certhia familiaris       |                |                           |                |

#### Pliszkowate(Motacillidae)
| Rodzaj Anthus                             | Rodzaj Anthus | Rodzaj Anthus             | Rodzaj Anthus |
| Nazwa                                     | Zdjęcie       | Kategoria zagrożenia IUCN | Oznaczenie    |
| ----------------------------------------- | ------------- | ------------------------- | ------------- |
| Świergotek rdzawogardły – Anthus cervinus |               |                           |               |
| Świergotek łąkowy – Anthus pratensis      |               |                           |               |
| Siwerniak – Anthus spinoletta             |               |                           | S             |
| Świergotek drzewny – Anthus trivialis     |               |                           |               |
| Rodzaj Corydalla                          |               |                           |               |
| Nazwa                                     | Zdjęcie       | Kategoria zagrożenia IUCN | Oznaczenie    |
| Świergotek polny – Corydalla campestris   |               |                           |               |
| Rodzaj Motacilla                          |               |                           |               |
| Nazwa                                     | Zdjęcie       | Kategoria zagrożenia IUCN | Oznaczenie    |
| Pliszka siwa – Motacilla alba             |               |                           |               |
| Pliszka górska – Motacilla cinerea        |               |                           | S             |
| Pliszka cytrynowa – Motacilla citreola    |               |                           | S             |
| Pliszka żółta – Motacilla flava           |               |                           |               |

#### Pluszcze(Cinclidae)
| Rodzaj Cinclus                      | Rodzaj Cinclus | Rodzaj Cinclus            | Rodzaj Cinclus |
| Nazwa                               | Zdjęcie        | Kategoria zagrożenia IUCN | Oznaczenie     |
| ----------------------------------- | -------------- | ------------------------- | -------------- |
| Pluszcz zwyczajny – Cinclus cinclus |                |                           | S              |

#### Płochacze(Prunellidae)
| Rodzaj Prunella                           | Rodzaj Prunella | Rodzaj Prunella           | Rodzaj Prunella |
| Nazwa                                     | Zdjęcie         | Kategoria zagrożenia IUCN | Oznaczenie      |
| ----------------------------------------- | --------------- | ------------------------- | --------------- |
| Płochacz pokrzywnica – Prunella modularis |                 |                           |                 |

#### Pokrzewki(Sylviidae)
| Rodzaj Curruca                              | Rodzaj Curruca | Rodzaj Curruca            | Rodzaj Curruca |
| Nazwa                                       | Zdjęcie        | Kategoria zagrożenia IUCN | Oznaczenie     |
| ------------------------------------------- | -------------- | ------------------------- | -------------- |
| Cierniówka – Curruca communis               |                |                           |                |
| Lutniczka wschodnia – Curruca crassirostris |                |                           | S              |
| Piegża – Curruca curruca                    |                |                           |                |
| Pokrzewka aksamitna – Curruca melanocephala |                |                           | S              |
| Jarzębatka – Curruca nisoria                |                |                           |                |
| Rodzaj Sylvia                               |                |                           |                |
| Nazwa                                       | Zdjęcie        | Kategoria zagrożenia IUCN | Oznaczenie     |
| Gajówka – Sylvia borin                      |                |                           |                |
| Kapturka – Sylvia atricapilla               |                |                           |                |

#### Poświerki(Calcariidae)
| Rodzaj Calcarius                           | Rodzaj Calcarius | Rodzaj Calcarius          | Rodzaj Calcarius |
| Nazwa                                      | Zdjęcie          | Kategoria zagrożenia IUCN | Oznaczenie       |
| ------------------------------------------ | ---------------- | ------------------------- | ---------------- |
| Poświerka zwyczajna – Calcarius lapponicus |                  |                           | S                |
| Rodzaj Plectrophenax                       |                  |                           |                  |
| Nazwa                                      | Zdjęcie          | Kategoria zagrożenia IUCN | Oznaczenie       |
| Śnieguła zwyczajna – Plectrophenax nivalis |                  |                           |                  |

#### Raniuszki(Aegithalidae)
| Rodzaj Aegithalos                         | Rodzaj Aegithalos | Rodzaj Aegithalos         | Rodzaj Aegithalos |
| Nazwa                                     | Zdjęcie           | Kategoria zagrożenia IUCN | Oznaczenie        |
| ----------------------------------------- | ----------------- | ------------------------- | ----------------- |
| Raniuszek zwyczajny – Aegithalos caudatus |                   |                           |                   |

#### Remizy(Remizidae)
| Rodzaj Remiz                       | Rodzaj Remiz | Rodzaj Remiz              | Rodzaj Remiz |
| Nazwa                              | Zdjęcie      | Kategoria zagrożenia IUCN | Oznaczenie   |
| ---------------------------------- | ------------ | ------------------------- | ------------ |
| Remiz zwyczajny – Remiz pendulinus |              |                           |              |

#### Sikory(Paridae)
| Rodzaj Cyanistes                            | Rodzaj Cyanistes | Rodzaj Cyanistes          | Rodzaj Cyanistes |
| Nazwa                                       | Zdjęcie          | Kategoria zagrożenia IUCN | Oznaczenie       |
| ------------------------------------------- | ---------------- | ------------------------- | ---------------- |
| Modraszka zwyczajna – Cyanistes caeruleus   |                  |                           |                  |
| Rodzaj Lophophanes                          |                  |                           |                  |
| Nazwa                                       | Zdjęcie          | Kategoria zagrożenia IUCN | Oznaczenie       |
| Czubatka europejska – Lophophanes cristatus |                  |                           | S                |
| Rodzaj Parus                                |                  |                           |                  |
| Nazwa                                       | Zdjęcie          | Kategoria zagrożenia IUCN | Oznaczenie       |
| Bogatka zwyczajna – Parus major             |                  |                           |                  |
| Rodzaj Periparus                            |                  |                           |                  |
| Nazwa                                       | Zdjęcie          | Kategoria zagrożenia IUCN | Oznaczenie       |
| Sosnówka – Periparus ater                   |                  |                           |                  |
| Rodzaj Poecile                              |                  |                           |                  |
| Nazwa                                       | Zdjęcie          | Kategoria zagrożenia IUCN | Oznaczenie       |
| Sikora żałobna – Poecile lugubris           |                  |                           |                  |
| Czarnogłówka – Poecile montanus             |                  |                           | S                |
| Sikora uboga – Poecile palustris            |                  |                           |                  |

#### Skotniczkowate(Scotocercidae)
| Rodzaj Cettia                       | Rodzaj Cettia | Rodzaj Cettia             | Rodzaj Cettia |
| Nazwa                               | Zdjęcie       | Kategoria zagrożenia IUCN | Oznaczenie    |
| ----------------------------------- | ------------- | ------------------------- | ------------- |
| Wierzbówka zwyczajna – Cettia cetti |               |                           | S             |

#### Skowronki(Alaudidae)
| Rodzaj Alauda                                         | Rodzaj Alauda | Rodzaj Alauda             | Rodzaj Alauda |
| Nazwa                                                 | Zdjęcie       | Kategoria zagrożenia IUCN | Oznaczenie    |
| ----------------------------------------------------- | ------------- | ------------------------- | ------------- |
| Skowronek zwyczajny – Alauda arvensis                 |               |                           |               |
| Skowronek białoskrzydły – Alauda leucoptera           |               |                           | S             |
| Rodzaj Calandrella                                    |               |                           |               |
| Nazwa                                                 | Zdjęcie       | Kategoria zagrożenia IUCN | Oznaczenie    |
| Skowrończyk krótkopalcowy – Calandrella brachydactyla |               |                           |               |
| Rodzaj Chersophilus                                   |               |                           |               |
| Nazwa                                                 | Zdjęcie       | Kategoria zagrożenia IUCN | Oznaczenie    |
| Skowrończyk sierpodzioby – Chersophilus duponti       |               |                           |               |
| Rodzaj Eremophila                                     |               |                           |               |
| Nazwa                                                 | Zdjęcie       | Kategoria zagrożenia IUCN | Oznaczenie    |
| Górniczek zwyczajny – Eremophila alpestris            |               |                           |               |
| Rodzaj Galerida                                       |               |                           |               |
| Nazwa                                                 | Zdjęcie       | Kategoria zagrożenia IUCN | Oznaczenie    |
| Dzierlatka zwyczajna – Galerida cristata              |               |                           |               |
| Rodzaj Lullula                                        |               |                           |               |
| Nazwa                                                 | Zdjęcie       | Kategoria zagrożenia IUCN | Oznaczenie    |
| Lerka – Lullula arborea                               |               |                           |               |
| Rodzaj Melanocorypha                                  |               |                           |               |
| Nazwa                                                 | Zdjęcie       | Kategoria zagrożenia IUCN | Oznaczenie    |
| Kalandra szara – Melanocorypha calandra               |               |                           |               |
| Kalandra czarna – Melanocorypha yeltoniensis          |               |                           | S             |

#### Strzyżyki(Troglodytidae)
| Rodzaj Troglodytes                           | Rodzaj Troglodytes | Rodzaj Troglodytes        | Rodzaj Troglodytes |
| Nazwa                                        | Zdjęcie            | Kategoria zagrożenia IUCN | Oznaczenie         |
| -------------------------------------------- | ------------------ | ------------------------- | ------------------ |
| Strzyżyk zwyczajny – Troglodytes troglodytes |                    |                           |                    |

#### Szpakowate(Sturnidae)
| Rodzaj Pastor                      | Rodzaj Pastor | Rodzaj Pastor             | Rodzaj Pastor |
| Nazwa                              | Zdjęcie       | Kategoria zagrożenia IUCN | Oznaczenie    |
| ---------------------------------- | ------------- | ------------------------- | ------------- |
| Pasterz – Pastor roseus            |               |                           | S             |
| Rodzaj Sturnus                     |               |                           |               |
| Nazwa                              | Zdjęcie       | Kategoria zagrożenia IUCN | Oznaczenie    |
| Szpak zwyczajny – Sturnus vulgaris |               |                           |               |

#### Świerszczaki(Locustellidae)
| Rodzaj Locustella                         | Rodzaj Locustella | Rodzaj Locustella         | Rodzaj Locustella |
| Nazwa                                     | Zdjęcie           | Kategoria zagrożenia IUCN | Oznaczenie        |
| ----------------------------------------- | ----------------- | ------------------------- | ----------------- |
| Strumieniówka – Locustella fluviatilis    |                   |                           |                   |
| Brzęczka – Locustella luscinioides        |                   |                           |                   |
| Świerszczak zwyczajny – Locustella naevia |                   |                           |                   |

#### Świstunki(Phylloscopidae)
| Rodzaj Phylloscopus                  | Rodzaj Phylloscopus | Rodzaj Phylloscopus       | Rodzaj Phylloscopus |
| Nazwa                                | Zdjęcie             | Kategoria zagrożenia IUCN | Oznaczenie          |
| ------------------------------------ | ------------------- | ------------------------- | ------------------- |
| Pierwiosnek – Phylloscopus collybita |                     |                           |                     |
| Piecuszek – Phylloscopus trochilus   |                     |                           |                     |
| Rodzaj Rhadina                       |                     |                           |                     |
| Nazwa                                | Zdjęcie             | Kategoria zagrożenia IUCN | Oznaczenie          |
| Świstunka leśna – Rhadina sibilatrix |                     |                           |                     |
| Rodzaj Seicercus                     |                     |                           |                     |
| Nazwa                                | Zdjęcie             | Kategoria zagrożenia IUCN | Oznaczenie          |
| Wójcik – Seicercus trochiloides      |                     |                           | S                   |

#### Trzciniaki(Acrocephalidae)
| Rodzaj Acrocephalus                              | Rodzaj Acrocephalus | Rodzaj Acrocephalus       | Rodzaj Acrocephalus |
| Nazwa                                            | Zdjęcie             | Kategoria zagrożenia IUCN | Oznaczenie          |
| ------------------------------------------------ | ------------------- | ------------------------- | ------------------- |
| Trzcinniczek kaspijski – Acrocephalus agricola   |                     |                           | S                   |
| Trzciniak zwyczajny – Acrocephalus arundinaceus  |                     |                           |                     |
| Zaroślówka – Acrocephalus dumetorum              |                     |                           | S                   |
| Tamaryszka – Acrocephalus melanopogon            |                     |                           | S                   |
| Wodniczka – Acrocephalus paludicola              |                     |                           |                     |
| Łozówka – Acrocephalus palustris                 |                     |                           |                     |
| Rokitniczka – Acrocephalus schoenobaenus         |                     |                           |                     |
| Trzcinniczek zwyczajny – Acrocephalus scirpaceus |                     |                           |                     |
| Rodzaj Hippolais                                 |                     |                           |                     |
| Nazwa                                            | Zdjęcie             | Kategoria zagrożenia IUCN | Oznaczenie          |
| Zaganiacz zwyczajny – Hippolais icterina         |                     |                           |                     |
| Rodzaj Iduna                                     |                     |                           |                     |
| Nazwa                                            | Zdjęcie             | Kategoria zagrożenia IUCN | Oznaczenie          |
| Zaganiacz blady – Iduna pallida                  |                     |                           |                     |

#### Trznadle(Emberizidae)
| Rodzaj Emberiza                                  | Rodzaj Emberiza | Rodzaj Emberiza           | Rodzaj Emberiza |
| Nazwa                                            | Zdjęcie         | Kategoria zagrożenia IUCN | Oznaczenie      |
| ------------------------------------------------ | --------------- | ------------------------- | --------------- |
| Potrzeszcz – Emberiza calandra                   |                 |                           |                 |
| Głuszek – Emberiza cia                           |                 |                           |                 |
| Cierlik – Emberiza cirlus                        |                 |                           | S               |
| Trznadel zwyczajny – Emberiza citrinella         |                 |                           |                 |
| Ortolan – Emberiza hortulana                     |                 |                           |                 |
| Rodzaj Granativora                               |                 |                           |                 |
| Nazwa                                            | Zdjęcie         | Kategoria zagrożenia IUCN | Oznaczenie      |
| Trznadel czarnogłowy – Granativora melanocephala |                 |                           |                 |
| Rodzaj Schoeniclus                               |                 |                           |                 |
| Nazwa                                            | Zdjęcie         | Kategoria zagrożenia IUCN | Oznaczenie      |
| Trznadel złotawy – Schoeniclus aureolus          |                 |                           | S               |
| Trznadelek – Schoeniclus pusillus                |                 |                           | S               |
| Potrzos zwyczajny – Schoeniclus schoeniclus      |                 |                           |                 |

#### Wąsatki (Panuridae)
| Rodzaj Panurus              | Rodzaj Panurus | Rodzaj Panurus            | Rodzaj Panurus |
| Nazwa                       | Zdjęcie        | Kategoria zagrożenia IUCN | Oznaczenie     |
| --------------------------- | -------------- | ------------------------- | -------------- |
| Wąsatka – Panurus biarmicus |                |                           |                |

#### Wilgowate(Oriolidae)
| Rodzaj Oriolus                    | Rodzaj Oriolus | Rodzaj Oriolus            | Rodzaj Oriolus |
| Nazwa                             | Zdjęcie        | Kategoria zagrożenia IUCN | Oznaczenie     |
| --------------------------------- | -------------- | ------------------------- | -------------- |
| Wilga zwyczajna – Oriolus oriolus |                |                           |                |

#### Wróble(Passeridae)
| Rodzaj Passer                                   | Rodzaj Passer | Rodzaj Passer             | Rodzaj Passer |
| Nazwa                                           | Zdjęcie       | Kategoria zagrożenia IUCN | Oznaczenie    |
| ----------------------------------------------- | ------------- | ------------------------- | ------------- |
| Wróbel zwyczajny – Passer domesticus            |               |                           |               |
| Wróbel śródziemnomorski – Passer hispaniolensis |               |                           |               |
| Mazurek – Passer montanus                       |               |                           |               |

### Żurawiowe(Gruiformes)

#### Chruściele(Rallidae)
| Rodzaj Crex                              | Rodzaj Crex | Rodzaj Crex               | Rodzaj Crex |
| Nazwa                                    | Zdjęcie     | Kategoria zagrożenia IUCN | Oznaczenie  |
| ---------------------------------------- | ----------- | ------------------------- | ----------- |
| Derkacz – Crex crex                      |             |                           |             |
| Rodzaj Fulica                            |             |                           |             |
| Nazwa                                    | Zdjęcie     | Kategoria zagrożenia IUCN | Oznaczenie  |
| Łyska zwyczajna – Fulica atra            |             |                           |             |
| Rodzaj Gallinula                         |             |                           |             |
| Nazwa                                    | Zdjęcie     | Kategoria zagrożenia IUCN | Oznaczenie  |
| Kokoszka zwyczajna – Gallinula chloropus |             |                           |             |
| Rodzaj Porzana                           |             |                           |             |
| Nazwa                                    | Zdjęcie     | Kategoria zagrożenia IUCN | Oznaczenie  |
| Kropiatka – Porzana porzana              |             |                           |             |
| Rodzaj Rallus                            |             |                           |             |
| Nazwa                                    | Zdjęcie     | Kategoria zagrożenia IUCN | Oznaczenie  |
| Wodnik zwyczajny – Rallus aquaticus      |             |                           |             |
| Rodzaj Zapornia                          |             |                           |             |
| Nazwa                                    | Zdjęcie     | Kategoria zagrożenia IUCN | Oznaczenie  |
| Zielonka – Zapornia parva                |             |                           |             |
| Karliczka zwyczajna – Zapornia pusilla   |             |                           |             |

#### Żurawie(Gruidae)
| Rodzaj Grus                 | Rodzaj Grus | Rodzaj Grus               | Rodzaj Grus                 |
| Nazwa                       | Zdjęcie     | Kategoria zagrożenia IUCN | Oznaczenie                  |
| --------------------------- | ----------- | ------------------------- | --------------------------- |
| Żuraw zwyczajny – Grus grus |             |                           |                             |
| Żuraw stepowy – Grus virgo  |             |                           | Wymarły na terenie Mołdawii |